# 長崎亭キヨちゃんぽん
長崎亭キヨちゃんぽん（ながさきていキヨちゃんぽん、1980年1月15日 - ）は、日本のお笑いタレント。本名、山口 清人（やまぐち きよと）。長崎県長崎市出身。吉本興業福岡支社所属。東京NSC8期生。よしもと長崎県住みます芸人。

## 来歴・人物
身長183cm。コンビ時代は「キヨちゃん」の名で、ボケを担当。
長崎市立土井首中学校卒業後、専願入試で海星高等学校へ入学し卒業。「東京ロンシャンボーイ」「オッケーケーオー！」という、コンビ時代からよく発しているセリフがあり、これらは自身のブログにおいても使っている。
2002年5月に、八木直也とのコンビ・八木ジャイアントを結成。後にコンビ名をジャンピングニーと改める。ジャンピングニー時代に『キャナガワ』（テレビ神奈川）などのテレビ、神保町花月公演『カーテン』などの舞台に出演。単独ライブも2本、行った。
ちなみに単独ライブのタイトルは、自身が敬愛するTHE YELLOW MONKEYの曲名に、ちなんでいる。
ジャンピングニーは2008年8月をもって解散。2人揃っての最後の舞台となった、神保町花月『夏の終わりのマーメイド』（ザ・パンチ 主演）で発表。現在八木は構成作家。
同年10月から、ピン芸人としての活動を開始する。この芸名は、これまで使っていた「キヨちゃん」の名と、地元名物の長崎ちゃんぽんに由来。「亭」を付けたのはピースの又吉直樹の助言によるものであったという。
2010年10月に元「アンとニオ」のピン芸人・吉富Aボタンとのコンビ「ハチキーズ」を結成。同年のM-1グランプリは2回戦まで進出したが、2011年3月をもって解散。
2011年4月27日、吉本興業の『あなたの街に“住みます”プロジェクト』にて、長崎県住みます芸人に任命され、2011年5月14日 地元の長崎県長崎市へ拠点を移す。

## 出演

### 現在のレギュラー
- なんでんカフェ（長崎ケーブルメディア）

### テレビ
- エンタの天使（日本テレビ）- 2010年2月17日（第14回）、キャッチコピーは「ぶっちゃけファンタジスタ」。元々は『エンタの神様』の番組中で収録されたものだったが、未放映だったためこちらで放送。
- 新婚さんいらっしゃい!（朝日放送）- 2016年7月17日
- ヨジマル!（テレビ長崎）
- 福岡すっぴんツアー!（福岡放送）
- パチンコ＆バラエティ 長崎FESTA.TV（長崎国際テレビ）

### 舞台
単独ライブ
「プライマル」 2006年6月18日　新宿シアターモリエール
「ガーデン」 2007年2月1日　新宿シアターモリエール
神保町花月
- ジャンピングニーとして

「カーテン」 （ゆったり感 主演）
「ミセス・ダディー」 （こりゃめでてーな 主演）
｢夏の終わりのマーメイド｣ （ザ・パンチ 主演）
- 長崎亭キヨちゃんぽんとして

｢Happy「X」Day｣ （ニブンノゴ! 主演）
｢URAKEN｣ （グランジ 主演）
｢ヒットメーカー!!｣ （グランジ 主演）